# Aljaraque
Aljaraque – gmina w Hiszpanii, w prowincji Huelva, w Andaluzji, o powierzchni 33,82 km². W 2011 roku gmina liczyła 19 245 mieszkańców.